# Maihueniopsis bolivianum
Maihueniopsis bolivianum là một loài thực vật có hoa trong họ Cactaceae. Loài này được (Salm-Dyck) R. Kiesling mô tả khoa học đầu tiên năm 1984.